# Cygnus CRS Orb-1
Cygnus CRS Orb-1, també coneguda com a Orbital-1, va ser el segon vol de la nau espacial de subministrament no tripulada Cygnus desenvolupada per Orbital Sciences Corporation. El vol el va dur a terme Orbital Sciences sota contracte de la NASA com a missió del programa Commercial Orbital Transportation Services (COTS). Va ser el segon vol a l'Estació Espacial Internacional i el tercer llançament amb el coet Antares de l'empresa.